# Józef Maksymilian Lubomirski
Józef Maksymilian Lubomirski  herbu Szreniawa bez Krzyża, książę (ur. 25 sierpnia 1839 w Niewirkowie, zm. 16 kwietnia 1911 w Nicei we Francji) – powieściopisarz francuski.
Syn Marcelego i Jadwigi Jabłonowskiej (1819–1894). W latach 1850–1858 został oddany przez matkę do prestiżowego Korpusu Paziów. W latach 1858–1860 służył w  Pułku Huzarów Narwińskich  w tym czasie popadł w długi.
Był właścicielem Dubna, które zadłużył i później sprzedał wyjeżdżając do Francji w 1866. Odziedziczony w 1894 po matce majątek Dermań również sprzedał. Zadebiutował jako pisarz na łamach paryskiej gazety „Correspondant” w 1868 roku. Jego pierwszą serią artykułów były „Wspomnienia pazia cara Mikołaja”. Kolejne jego publikacje to „Wspomnienia o Komunie Paryskiej” opublikowane w tej samej gazecie i trzy tomy reportaży ze swoich podróży po Ziemi Świętej i Afryce. Do najbardziej znanych z jego utworów należy „Szlachta i czynownicy” z 1875. W 1877 roku ożenił się z ponad czterdziestoletnią Francoise – Angelique Boyer Troussel des Saussayes (zm. 1901). Będąc bogatą wdową podarowała mu stałą rentę w wysokości 50 tysięcy franków. W 1902 ożenił się ponownie, tym razem z wdową księżną Seweryną Rozalią Lowenthal. Umarł bezpotomnie. Parę lat przed śmiercią zachorował na nogę, którą mu amputowano. Opublikował pamiętniki: „Historia pewnej ruiny” (pierwsze wydanie polskie 1975) i „Wspomnienia o Komunie Paryskiej”. Zapiski te obejmują lata 1839–1871.